# Grains de Baily
En astronomie, les grains de Baily, également connus sous le nom de perles de Baily, sont un phénomène optique qui peut être observé durant une éclipse solaire totale. Ce phénomène a été décrit pour la première fois par l'astronome anglais Francis Baily en 1836.

## Description
Le phénomène est causé par les irrégularités du relief lunaire. Peu de temps avant et après la totalité, la lumière du Soleil brille à travers les vallées entre les montagnes de la Lune. Pendant quelques secondes, des points lumineux apparaissent sur le limbe lunaire, comme des perles disposées sur un collier.

### Cas limite
Le diamant qui peut être observé juste avant la disparition du disque solaire, ou juste après sa réapparition, est un cas particulier de grain de Baily, lorsqu'il ne reste qu'un seul point lumineux.

## Galerie

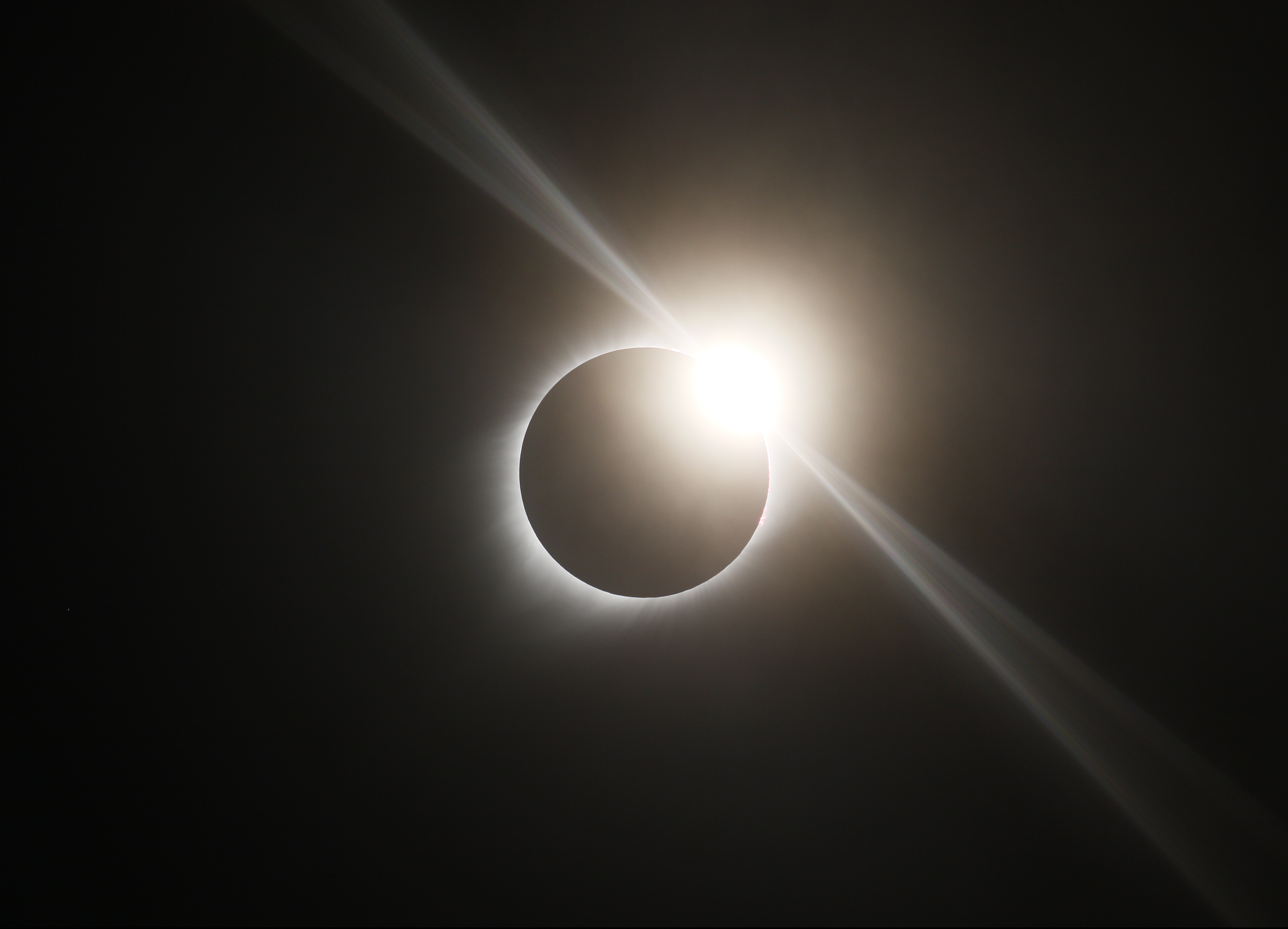
L'anneau de diamant visible durant l'éclipse totale du 21 août 2017, à Ravenna, Nebraska (USA). (Les lignes de diffraction émanant du diamant solaire sont un artefact de l'appareil optique, et non pas un phénomène céleste.)